# Wczesny mróz
Wczesny mróz (tytuł angielski: An Early Frost) – amerykański film telewizyjny w reżyserii Johna Ermana. Dramat miał premierę 11 listopada 1985 roku na kanale NBC. Scenariusz napisali m.in. duet Cowen-Lipman, którzy są również autorami scenariusza do amerykańskiej wersji serialu Queer as Folk.

## Fabuła
Michael Pierson (Aidan Quinn), odnoszący sukcesy prawnik, od dłuższego czasu cierpi na męczący kaszel. Podczas jednego z ataków, zostaje przewieziony do szpitala na kontrolne badania. Lekarz informuje mężczyznę, że ma AIDS. W domu na Michaela czekają kolejne złe wieści. Jego partner Peter (D.W. Moffett), oświadcza prawnikowi, że nie dotrzymał wierności i uprawiał seks z innym mężczyzną. Peter tłumaczy swoją zdradę pracoholizmem Michaela oraz życiem w szafie. Prawnik w przypływie złości, wyrzuca z mieszkania partnera. Po krótkim zastanowieniu się, dochodzi do wniosku, iż musi powiedzieć swoim najbliższym o homoseksualizmie i AIDS. Jedzie do rodzinnego domu. Ojciec Michaela, Nick (Ben Gazzara) to właściciel firmy budowlanej, matka Kate (Gena Rowlands) jest gospodynią domową, kiedyś była pianistką. Nick nie kryje złości, gdy dowiaduje się tajemnic o swoim synu, Kate próbuje odnaleźć się w nowej sytuacji. Stan zdrowia prawnika pogarsza się w bardzo szybkim tempie. Sanitariusze wezwani do domu, odmawiają transportowania chorego mężczyzny do szpitala. Po negocjacjach, Michael w końcu trafia do placówki. Spotyka dawnego kolegę Victora (John Glover), geja z AIDS, który jest w umierającym stanie. Film kończy się śmiercią Victora i sceną, w której pielęgniarka wyrzuca ubrania i inne osobiste rzeczy zmarłego mężczyzny do worka na śmieci, bo obawia się, że przedmioty mogą być zanieczyszczone.

## Obsada
- Aidan Quinn jako Michael Pierson

W pozostałych rolach:
- D.W. Moffett jako Peter Hilton
- Ben Gazzara jako Nick Pierson
- Gena Rowlands jako Katherine Pierson
- John Glover jako Victor Mitado
- Sylvia Sidney jako McKenna
- Terry O’Quinn jako doktor Redding
- Bill Paxton jako Bob Maracek
- Cheryl Anderson jako Christine
- Christopher Bradley jako Todd
- Sue Ann Gilfillan jako pielęgniarka Lincoln

## Nagrody i nominacje[5]
Film zdobył 9 nagród, w tym aktorka Sylvia Sidney za rolę w dramacie otrzymała Złotego Globa. Produkcja był nominowana do 14 innych nagród.
| Kategoria | Festiwal                        | Rezultat |
| --- | ------------------------------- | -------- |
| Best Performance by an Actress in a Supporting Role in a Series, Miniseries or Motion Picture Made for Television (dla Sylvia Sidney) | Złoty Glob 1986                 | Wygrana  |
| Outstanding Cinematography for a Miniseries or a Special                                                                              | Primetime Emmy 1986             | Wygrana  |
| Outstanding Editing for a Miniseries or a Special – Single Camera Production                                                          | Primetime Emmy 1986             | Wygrana  |
| Outstanding Sound Mixing for a Miniseries or a Special                                                                                | Primetime Emmy 1986             | Wygrana  |
| Outstanding Writing in a Miniseries or a Special                                                                                      | Primetime Emmy 1986             | Wygrana  |
| Best Edited Television Special | American Cinema Editors 1986    | Wygrana  |
| Outstanding Directorial Achievement in Dramatic Specials                                                                              | Directors Guild of America 1986 | Wygrana  |
| Peabody Award | Peabody Awards 1986             | Wygrana  |
| Television Programs | OFTA TV Hall of Fame 2010       | Wygrana  |